# ويسثوب
ويسثوب (بالإنجليزية: Westhope, North Dakota)‏ هي مدينة تقع في ولاية داكوتا الشمالية في الولايات المتحدة. تبلغ مساحة هذه المدينة 0.85 (كم²)، وترتفع عن سطح البحر 458 م، بلغ عدد سكانها 429 نسمة في عام 2010 حسب إحصاء مكتب تعداد الولايات المتحدة.

## التركيبة السكانية
قام مكتب تعداد الولايات المتحدة بتحديد بيانات التركيبة السكانية لويسثوبفي تعداد الولايات المتحدة. في ما يلي، التركيبة السكانية حسب تعدادي 2000 و2010.

### تعداد عام 2000
بلغ عدد سكان ويسثوب 533 نسمة بحسب تعداد عام 2000، وبلغ عدد الأسر 228 أسرة وعدد العائلات 134 عائلة مقيمة في المدينة. في حين سجلت الكثافة السكانية 1,663.5 نسمة لكل ميل مربع (642.3/كم2). وبلغ عدد الوحدات السكنية 268 وحدة بمتوسط كثافة قدره 836.5 نسمة لكل ميل مربع (323.0/كم2).
وتوزع التركيب العرقي للمدينة بنسبة 98.31% من البيض و 0.94% من الأمريكيين الأصليين و 0.75% من عرقين مختلطين أو أكثر.
بلغ عدد الأسر 228 أسرة كانت نسبة 23.7% منها لديها أطفال تحت سن الثامنة عشر تعيش معهم، وبلغت نسبة الأزواج القاطنين مع بعضهم البعض 50.4% من أصل المجموع الكلي للأسر، ونسبة 5.7% من الأسر كان لديها معيلات من الإناث دون وجود شريك، وكانت نسبة 41.2% من غير العائلات. تألفت نسبة 40.4% من أصل جميع الأسر من أفراد ونسبة 24.6% كانوا يعيش معهم شخص وحيد يبلغ من العمر 65 عاماً فما فوق. وبلغ متوسط حجم الأسرة المعيشية 2.90، أما متوسط حجم العائلات فبلغ 2.14.
بلغ العمر الوسطي للسكان 48 عاماً. وكانت نسبة 20.5% من القاطنين تحت سن الثامنة عشر، وكانت نسبة 4.9% بين الثامنة عشر والأربعة وعشرون عاماً، ونسبة 19.5% كانت واقعةً في الفئة العمرية ما بين الخامسة والعشرون حتى والأربعة وأربعون عاماً، ونسبة 26.8% كانت ما بين الخامسة والأربعون حتى الرابعة والستون، ونسبة 28.3% كانت ضمن فئة الخامسة والستون عاماً فما فوق. يوجد لكل 100 أنثى 87.0 ذكر، ويوجد لكل 100 أنثى في الثامنة عشر من عمرها فما فوق 82.0 ذكر.
بلغ متوسط دخل الأسرة في المدينة 26,964 دولار، أما متوسط دخل العائلة فبلغ 30,938 دولار. وكان متوسط دخل الذكور 24,554 دولار مقابل 14,792 دولار للإناث. وسجل دخل الفرد الخاص بالمدينة 18,252 دولار. وكانت نسبة 10.1% من العائلات ونسبة 8.7% من السكان تحت خط الفقر، وكان من هؤلاء نسبة 6.2% تحت سن الثامنة عشر ونسبة 18.2% في الخامسة والستين من العمر وما فوق.

### تعداد عام 2010
بلغ عدد سكان ويسثوب 429 نسمة بحسب تعداد عام 2010، وبلغ عدد الأسر 190 أسرة وعدد العائلات 117 عائلة مقيمة في المدينة. في حين سجلت الكثافة السكانية 1,300.0 نسمة لكل ميل مربع (501.9/كم2). وبلغ عدد الوحدات السكنية 218 وحدة بمتوسط كثافة قدره 660.6 لكل ميل مربع (255.1/كم2).
وتوزع التركيب العرقي للمدينة بنسبة 95.1% من البيض و 1.2% من الأمريكيين الأصليين و 0.2% من الأمريكيين ذوي الأصول الآسيوية و 0.2% من سكان جزر المحيط الهادئ و 3.3% من عرقين مختلطين أو أكثر.
بلغ عدد الأسر 190 أسرة كانت نسبة 22.1% منها لديها أطفال تحت سن الثامنة عشر تعيش معهم، وبلغت نسبة الأزواج القاطنين مع بعضهم البعض 52.6% من أصل المجموع الكلي للأسر، ونسبة 4.7% من الأسر كان لديها معيلات من الإناث دون وجود شريك، بينما كانت نسبة 4.2% من الأسر لديها معيلون من الذكور دون وجود شريكة وكانت نسبة 38.4% من غير العائلات. تألفت نسبة 35.3% من أصل جميع الأسر من أفراد ونسبة 18.9% كانوا يعيش معهم شخص وحيد يبلغ من العمر 65 عاماً فما فوق. وبلغ متوسط حجم الأسرة المعيشية 2.78، أما متوسط حجم العائلات فبلغ 2.15.
بلغ العمر الوسطي للسكان 49.5 عاماً. وكانت نسبة 18.6% من القاطنين تحت سن الثامنة عشر، وكانت نسبة 5.2% بين الثامنة عشر والأربعة وعشرون عاماً، ونسبة 19.9% كانت واقعةً في الفئة العمرية ما بين الخامسة والعشرون حتى والأربعة وأربعون عاماً، ونسبة 33.1% كانت ما بين الخامسة والأربعون حتى الرابعة والستون، ونسبة 23.3% كانت ضمن فئة الخامسة والستون عاماً فما فوق. وتوزع التركيب الجنسي للسكان بنسبة 50.6% ذكور و49.4% إناث.

## وصلات خارجية
- http://www.westhopend.com
- The US50 - Cities and Towns in North Dakota State